# Ојлеров интеграл
У математици, постоје два типа Ојлеровог интеграла:
1. Ојлеров интеграл прве врсте: Бета-функција
{\displaystyle \mathrm {B} (x,y)=\int _{0}^{1}t^{x-1}(1-t)^{y-1}\,dt={\frac {\Gamma (x)\Gamma (y)}{\Gamma (x+y)}}}
2. Ојлеров интеграл друге врсте: Гама-функција
{\displaystyle \Gamma (z)=\int _{0}^{\infty }t^{z-1}\,e^{-t}\,dt}

За позитивне цијеле бројеве m и n
{\displaystyle \mathrm {B} (n,m)={(n-1)!(m-1)! \over (n+m-1)!}={n+m \over nm{n+m \choose n}}}
{\displaystyle \Gamma (n)=(n-1)!\,}